# Tocantinense Esporte Clube
O Tocantinense Esporte Clube é um clube brasileiro de futebol, da cidade de Imperatriz, no estado do Maranhão, fundado no dia 15 de outubro de 2017. Suas cores são verde e branco.

## Hino
| Eu sou, eu sou Tocantinense, eu sou Na ginga, na raça, na fome de taça, na sede de gol E vou, vencer a partida, ninguém intimida, nosso esquadrão Meu time é valente, ser Tocantinense é ser campeão Eu sou, eu sou Tocantinense, eu sou Na ginga, na raça, na fome de taça, na sede de gol E vou, vencer a partida, ninguém intimida, nosso esquadrão Meu time é valente, ser Tocantinense é ser campeão Eu sou, eu sou Tocantinense, eu sou Na ginga, na raça, na fome de taça, na sede de gol E vou, vencer a partida, ninguém intimida, nosso esquadrão Meu time é valente, ser Tocantinense é ser campeão Eu sou, eu sou Tocantinense, eu sou Na ginga, na raça, na fome de taça, na sede de gol E vou, vencer a partida, ninguém intimida, nosso esquadrão Meu time é valente, ser Tocantinense é ser campeão | Eu sou, eu sou Tocantinense, eu sou Na ginga, na raça, na fome de taça, na sede de gol E vou, vencer a partida, ninguém intimida, nosso esquadrão Meu time é valente, ser Tocantinense é ser campeão E vou, e vou vencer a partida, ninguém intimida, nosso esquadrão Meu time é valente, ser Tocantinense é ser campeão E vou, e vou vencer a partida, ninguém intimida, nosso esquadrão Meu time é valente, ser Tocantinense é ser campeão E vou, e vou vencer a partida, ninguém intimida, nosso esquadrão Meu time é valente, ser Tocantinense é ser campeão E vou, e vou vencer a partida, ninguém intimida, nosso esquadrão Meu time é valente, ser Tocantinense é ser campeão |

## Títulos

### Municipais
- Campeonato Imperatrizense de Futebol sub-17 2019 [1]

### Categoria de Base
- Copa Maranhão Sub-19 2019 [2]

## Centro de treinamento
O Centro de Treinamento Tocantinense Esporte Clube é um campo de futebol da cidade de Imperatriz, Maranhão.[carece de fontes?] O Centro de Treinamento Tocantinense Esporte Clube pertence ao Tocantinense Esporte Clube 